# Tambao Airport
Tambao Airport är en flygplats i Burkina Faso.   Den ligger i provinsen Province de l'Oudalan och regionen Sahel, i den nordöstra delen av landet, 300 km nordost om huvudstaden Ouagadougou. Tambao Airport ligger 260 meter över havet.
Terrängen runt Tambao Airport är platt. Runt Tambao Airport är det glesbefolkat, med 10 invånare per kvadratkilometer..
Trakten runt Tambao Airport består i huvudsak av gräsmarker.